# Euskaltel-Euskadi/Saison 2025
Diese Liste beschreibt die Mannschaft und die Siege des Radsportteams Euskaltel-Euskadi in der Saison 2025.

## Mannschaft
| Teamkader 2025                       | Teamkader 2025     | Teamkader 2025         | Teamkader 2025                            |
| Name                                 | Geburtsdatum       | Land                   | Vorheriges Team                           |
| ------------------------------------ | ------------------ | ---------------------- | ----------------------------------------- |
| Jon Aberasturi                       | 28. März 1989      | Spanien                | Lidl-Trek (2023)                          |
| Jon Agirre                           | 10. September 1997 | Spanien                | Equipo Kern Pharma (2024)                 |
| Nicolás Alustiza                     | 4. Januar 2003     | Spanien                | Laboral Kutxa-Fundación Euskadi (2023)    |
| Xabier Berasategi                    | 8. April 2000      | Spanien                | Laboral Kutxa-Fundación Euskadi (2022)    |
| Mikel Bizkarra                       | 21. August 1989    | Spanien                | Euskadi Basque Country-Murias (2019)      |
| Iker Bonillo                         | 9. Juli 2003       | Spanien                | Green Project-Bardiani CSF-Faizanè (2023) |
| Víctor de la Parte (1. Jan.–7. Mär.) | 22. Juni 1986      | Spanien                | TotalEnergies (2023)                      |
| David Dekker                         | 2. Februar 1998    | Niederlande            | Arkéa-B&B Hotels (2024)                   |
| Márton Dina                          | 11. April 1996     | Ungarn                 | ATT Investments (2024)                    |
| Ander Ganzabal                       | 25. Januar 2000    | Spanien                | Laboral Kutxa-Fundación Euskadi (2024)    |
| Paul Hennequin                       | 9. Dezember 2002   | Frankreich             | Nice Métropole Côte d'Azur (2024)         |
| Xabier Isasa                         | 24. August 2001    | Spanien                |                                           |
| Txomin Juaristi                      | 20. Juli 1995      | Spanien                | Café Baqué-Conservas Campos (2017)        |
| Andoni López de Abetxuko             | 3. August 1999     | Spanien                | Caja Rural-Seguros RGA (2022)             |
| Jordi López Caravaca                 | 14. August 1998    | Spanien                | Equipo Kern Pharma (2024)                 |
| Gotzon Martín                        | 15. Februar 1996   | Spanien                |                                           |
| Iker Mintegi                         | 15. November 2002  | Spanien                | Laboral Kutxa-Fundación Euskadi (2023)    |
| Jokin Murguialday                    | 19. März 2000      | Spanien                | Caja Rural-Seguros RGA (2024)             |
| Louis Sutton                         | 27. Mai 2002       | Vereinigtes Königreich | AVC Aix-en-Provence (2024)                |
| Danny van der Tuuk                   | 5. November 1999   | Polen                  | Equipo Kern Pharma (2024)                 |
| Unai Zubeldia                        | 7. Juli 2003       | Spanien                | Laboral Kutxa-Fundación Euskadi (2023)    |
|                                      |                    |                        |                                           |
| Quelle: ProCyclingStats              |                    |                        |                                           |

## Siege
| Siege | Siege  | Siege | Siege  | Siege  | Siege |
| Datum | Rennen | Staat | Klasse | Sieger |       |
| ----- | ------ | ----- | ------ | ------ | ----- |

## UCI-Weltranglisten-Platzierungen
| UCI-Ranking | UCI-Ranking | UCI-Ranking | UCI-Ranking |
| Fahrer      | Fahrer      | Land        | Punkte      |
| ----------- | ----------- | ----------- | ----------- |